# 小行星43511
小行星43511（43511 Cima Ekar）是一颗绕太阳运转的小行星，为主小行星带小行星。该小行星于2001年2月11日发现。
該小行星以義大利的西瑪艾卡觀測站命名。

## 轨道参数
小行星43511的轨道半长轴为3.1505690 UA，离心率为0.089。